# Бен Шнетцер
Бен Шнетцер (англ. Ben Schnetzer; 8 лютого 1990; Нью-Йорк, штат Нью-Йорк, США) — американський актор. Найбільшу популярність отримав завдяки ролям у фільмах Warcraft: Початок (Кадгар), Гордість (Марк Ештон) і Книжкова злодійка (Макс Вандербург).

## Життєпис
Народився і виріс у Нью-Йорку, в сім'ї акторів Стівена Шнетцера і Ненсі Снайдер. Випускник Гілдголської школи музики й театру.
У 2010 році Шнетцер знявся в одному з епізодів телесеріалу «Закон і порядок», а також виконав одну з головних ролей в серіалі Щасливе місто. У 2013 році він взяв участь у зніманні кінокартини Книжкова злодійка, де зіграв роль Макса Вандербурга — єврейського біженця. У 2014 році Шнетцер отримав роль Марка Ештона у фільмі Гордість, яка принесла йому хороші відгуки критиків. Шарлотта О'Салліван з газети Evening Standard, так схарактеризувала одну з найскладніших ролей молодого актора: «Шнетцер — житель Нью-Йорка з неперспективним CV (він був однією зі світлих плям в екранізації роману „Книжкова злодійка“), і він зіграв цю роль просто фантастично».

## Фільмографія
| Рік  | Фільм                            | Роль                 | Примітки           |
| ---- | -------------------------------- | -------------------- | ------------------ |
| 2007 | Ben's Plan                       | Бен Стівенс          |                    |
| 2010 | Закон і порядок                  | Дастін Хенрі         | Епізод: "Crashers" |
| 2010 | Щасливе місто                    | Ендрю Хеплін         | 8 епізодів         |
| 2013 | Книжкова злодійка                | Макс Вандербург      |                    |
| 2014 | Гордість                         | Марк Ештон           |                    |
| 2014 | Клуб бунтарів                    | Димитрій Митропоулос |                    |
| 2015 | Панк з Солт-Лейк-Сіті — 2        | Рос                  |                    |
| 2016 | Warcraft: Початок                | Кадгар               |                    |
| 2016 | Сноуден                          | Габріель Сол         |                    |
| 2016 | Козел                            | Бред Ленд            |                    |
| 2017 | Подорож це мета                  | Ден Елдон            |                    |
| 2018 | Правда про справу Гаррі Квеберта | Маркус Гольдман      | 10 епізодів        |
| 2018 | Операція «Ентеббе»               | Зеєв Хірш            |                    |
| 2018 | Смерть і життя Джона Ф. Донована | Руперт Тьорнер       |                    |
| 2018 | Свята Джуді                      | Паркер               |                    |
| 2019 | Гігант                           | Джо                  |                    |
| 2021 | Y: Останній чоловік              | Йорик Браун          | 10 епізодів        |
| 2024 | Проблема 3 тіл                   | юний Майк Еванс      | 2 епізоди          |

## Нагороди та номінації
Фільми
- 2014 — British Independent Film Awards, Номінація в категорії Best supporting actor — за роль у стрічці Гордість (2014)
- 2014 — British Independent Film Awards, Номінація в категорії Most Promising Newcomer — за роль у стрічці Гордість (2014)